# Nashira
Nashira (gamma Capricorni) is een ster in het sterrenbeeld Steenbok (Capricornus) met een afstand van 170,7 lichtjaar.
De ster maakt deel uit van de Hyadengroep.